# Eirene brevistyloides
Eirene brevistyloides is een hydroïdpoliep uit de familie Eirenidae. De poliep komt uit het geslacht Eirene. Eirene brevistyloides werd in 2010 voor het eerst wetenschappelijk beschreven door Du, Xu, Huang & Guo. 